# Sliač
Sliač és una ciutat d'Eslovàquia. Es troba a la regió de Banská Bystrica. És a 5 km al nord de Zvolen.

## Història
La primera menció escrita de la vila es remunta al 1244.

## Demografia
| Godina             | 1994 | 2004   | 2014   | 2024   |
| ------------------ | ---- | ------ | ------ | ------ |
| Nombre de persones | 4982 | 4853   | 5015   | 4788   |
| Diferència         |      | −2,58% | +3,33% | −4,52% |

| Godina             | 2023 | 2024   |
| ------------------ | ---- | ------ |
| Nombre de persones | 4761 | 4788   |
| Diferència         |      | +0,56% |

## Barris
La ciutat està formada per quatre barris:
- Rybáre
- Hájniky
- Kúpele Sliač
- Sampor